# Spansk revbensalamander
Spansk revbensalamander (Pleurodeles waltl) är ett groddjur i familjen salamandrar och Europas största salamander.

## Utseende
Den spanska revbensalamandern är en stor salamander, hanen kan bli upp till 31 cm lång, honan 28,5 cm. Huvudet är platt och brett, huden är brun- till gråaktig, sällan gul, grön, eller helt svart. Längs sidorna har den, likt andra revbenssalamandrar, 7–10 orangegula vårtor, genom vilka revbenen kan tränga fram.

## Vanor
Arten är i hög grad akvatisk och föredrar vattensamlingar som dammar, sjöar, diken och långsamrinnande vattendrag med mycket vegetation i buskterräng, glesa skogar och odlade områden. Den gömmer sig gärna under stenar på bottnen av vattendragen, eller på land om vattensamlingarna torkar ur. Den är framför allt en låglandsart, som sällan går högre än 900 m. I undantagsfall kan den dock återfinnas upp till 1 565 m (i Spanien i Granada-området).
Salamandern lever på mollusker, maskar och insekter. Dess maximala ålder uppskattas till över 20 år. Skinnet är försett med talrika giftkörtlar, och tillsammans med de utstickande revbensspetsarna utgör dessa ett effektivt avskräckningsvapen.

### Fortplantning
Lektiden varierar inom utbredningsområdet. Vanligtvis inträffar den under regntiden; i närheten av León inträffar den mellan februari och april, i Extremadura mellan oktober och maj, och i Cataluña mellan oktober och mars. Leken sker som för de flesta salamandrar i vatten, där hanen efter att ha omfamnat honan avsätter en spermatofor på botten och positionerar honan över spermatoforen, som hon tar upp med sin kloak. Två dagar senare börjar hon lägga ägg i små grupper, som efter två till tre dagar kan uppgå till mellan 150 och 1 300 stycken, desto fler ju äldre honan är. Äggen kläcks efter omkring 13 dagar, och förvandlingen sker efter 100 till 110 dagar vid en vattentemperatur av 18 °C.

## Utbredning
Den spanska revbensalamandern finns på centrala och södra Iberiska halvön samt norra Marocko.

## Status
Den spanska revbensalamandern är klassad som missgynnad. De främsta hoten är utdikningar och föroreningar av vattendragen.